# Gloria Romero
Pour les articles homonymes, voir Romero.
Gloria Romero, née le 16 décembre 1933 à Denver et morte à Quezon City le 25 janvier 2025, est une actrice américano-philippine.

## Biographie
Gloria Anne Borrego Galla naît à Denver, dans le Colorado le 16 décembre 1933,. Elle est la fille de Pedro Galla, un Philippin, et de Mary Borrego, une Américaine.
Elle s'installe aux Philippines au plus fort de la guerre. Elle rêve d'être actrice et obtient l'accord de son père pour entrer dans l'industrie du spectacle. Elle commence sa carrière d'actrice dans les années 1940 en tant que figurante ou dans un rôle mineur jusqu'à ce qu'elle entre à la Sampaguita Pictures en 1952 sous son célèbre personnage à l'écran.

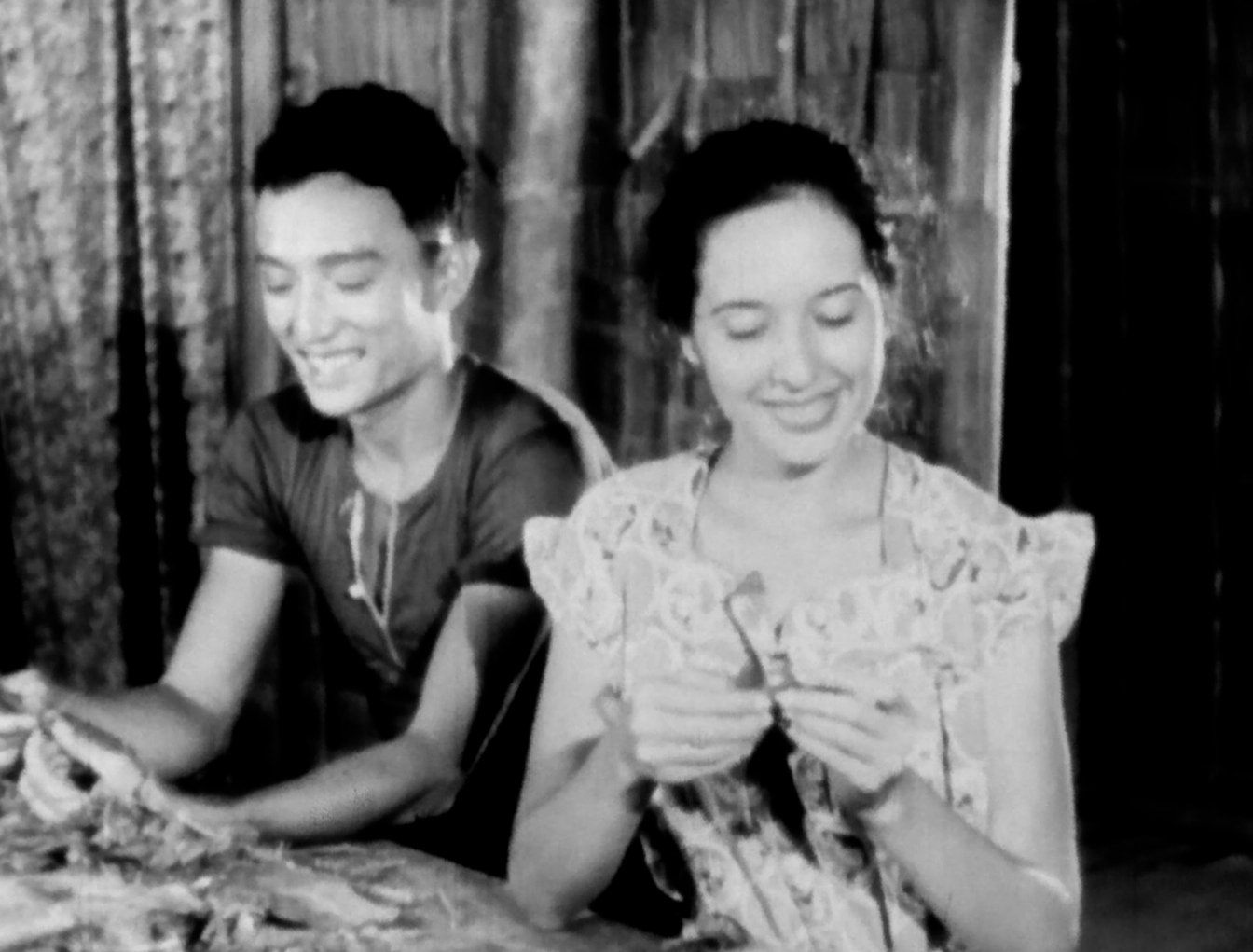
Gloria Romero avec Dolphy dans le film Dalagang Ilocana (1954).

Depuis lors, elle s'impose comme actrice de cinéma et de télévision. Parmi les films qui la propulsent au rang de superstar, citons Madame X, en 1952, et Dalagang Ilocana, deux ans plus tard, qui lui vaut son premier FAMAS Award de la meilleure actrice.
Parmi ses films les plus remarquables, citons Hongkong Holiday, Condemned, Nagbabagang Luha, Tanging Yaman, Magnifico, Moments of Love, Beautiful Life et Rainbow's Sunset, pour n'en citer que quelques-uns. Elle apparaît également dans des séries télévisées telles que Familia Zaragoza, Mga Anghel na Walang Langit, May Bukas Pa et I Love Betty La Fea.
Elle joue dans plusieurs productions cinématographiques et télévisées tout au long de sa carrière et récolte plusieurs récompenses, dont deux prix FAMAS de la meilleure actrice, un prix FAMAS de la meilleure actrice dans un second rôle, deux prix d'interprétation Gawad Urian et deux prix de la meilleure actrice au Metro Manila Film Festival (MMFF), parmi beaucoup d'autres.
En 2004, lors des 27 e Gawad Urian Award, elle reçoit un prix pour l'ensemble de sa carrière pour « sa contribution au cinéma philippin en tant qu'actrice depuis plus d'un demi-siècle ».
Gloria Romero meurt le 25 janvier 2025 à l'âge de 91 ans. La messe des funérailles a lieu le 29 janvier à Quezon City avant sa crémation.